# Natriumhydroxid
Natriumhydroxid, NaOH, är ett vitt, fast ämne som är en Arrheniusbas, det vill säga ger ifrån sig hydroxidjoner (OH-) i vattenlösning. OH- är en stark Brønsted-Lowry-bas, så vattenlösningar av natriumhydroxid, som kallas natronlut eller bara lut, är starkt frätande. Natriumhydroxid är mycket lättlösligt i vatten. Det framställs genom elektrolytisk sönderdelning av natriumklorid i en delad cell.  
Natriumhydroxid har många namn såsom kaustiksoda, kaustisk soda, kaustiskt natron, natron (vilket dock oftare används om natriumbikarbonat), natronhydrat, natriumhydrat, mineraliskt kali, alkali minerali eller etsnatron.

## Egenskaper
Natriumhydroxid löser sig fullständigt i vatten. Basen löser sig även i etanol och metanol men inte lika bra som kaliumhydroxid. Natriumhydroxid är olösligt i opolära lösningsmedel som eter.
Bindningen mellan natrium och hydroxid i föreningen är fullständigt jonisk. Hydroxidjonen gör natriumhydroxid till en stark bas som reagerar med syror under bildning av vatten och ett korresponderande salt, till exempel vid reaktion med saltsyra bildas vatten och natriumklorid. 
NaOH(aq)  +  HCl(aq)  →  NaCl(aq)  +  H2O(l)
Oftast kan sådana neutraliseringsreaktioner sammanfattas med en nettojonformel:
OH−(aq)  +  H3O+(aq)  →  2H2O
Denna typ av reaktion, med en stark syra, genererar värme, och kallas därför en exoterm reaktion. Sådana syrabasreaktioner kan också användas för titrering, en vanlig metod för att bestämma en syras koncentration. En annan typ av reaktion som natriumhydroxid kan vara inblandad i är med sura oxider. Till exempel så absorberar natriumhydroxid koldioxid från luften och måste därför förvaras i ett lufttätt kärl. Natriumhydroxid reagerar också fullständigt med svaveldioxid (SO2), och kan användas för att "skrubba" (från engelskan scrub, en process som avlägsnar en komponent i en gasblandning) bort giftiga sura gaser som SO2 och H2S så att de inte släpps ut i atmosfären.

Basisk hydrolys av en ester

2NaOH  +  CO2  →  Na2CO3  +  H2O
Natriumhydroxid reagerar långsamt med glas och bildar natriumsilikat, vilket kan påverka till exempel laboratoriekärl av glas. Glaskärl tar skada av långvarig kontakt med natriumhydroxid. Natriumhydroxid angriper inte järn eller koppar, men däremot andra metaller som aluminium, zink och titan. Aluminium får därför aldrig tvättas med natriumhydroxid.
2Al(s)  +  6NaOH(aq)  →  3H2(g) +  2Na3AlO3(aq)
Många icke-metaller reagerar också med natriumhydroxid under bildning av salter. Till exempel bildar fosfor natriumhypofosfit, medan kisel ger natriumsilikat. 
Till skillnad från natriumhydroxid är de flesta metallers hydroxider olösliga i vatten, varför natirumhydroxid kan användas för att fälla ut metallhydroxider. En sådan metallhydroxid är aluminiumhydroxid som används som flockningsmedel för att filtrera bort partiklar vid vattenrening. Aluminiumhydroxid framställs vid reningsanläggningen från aluminiumsulfat genom att låta det reagera med natriumhydroxid NaOH:
6NaOH(aq)   +  Al2(SO4)3(aq)  →  2Al(OH)3(s)  +  3Na2SO4(aq)
Natriumhydroxid reagerar även med karboxylsyror under bildning av deras salter och är till och med tillräckligt starkt för att bilda salter med fenoler. Natriumhydroxid kan användas för basdriven hydrolys av estrar (såsom vid förtvålning), amider och alkylhalider.

## Användning
Natriumhydroxid används som stark bas vid tillverkning av många kemikalier och andra produkter, såsom pappersmassa, textiler, dricksvatten, tvål och tvättmedel. Natriumhydroxid används även som propplösare. Speciellt inom massa- och pappersindustrin används enorma mängder natriumhydroxid. Vid massafabriker som utnyttjar sulfatprocessen både förbrukas och genereras stora mängder kontinuerligt - basen används för att lösa upp ligninet i ved, förbränns tillsammans med det utlösta materialet i en sodapanna och återskapas sedan i en så kallad kaustiseringsanläggning.
Som livsmedelstillsats har det E-nummer E 524, använd som surhetsreglerande medel i livsmedel. Det är dock inte kaustiksoda utan en vattenblandning med natriumkarbonat (soda) och kalciumhydroxid (släckt kalk) som används till lutvätskan i framställningen av lutfisk.
Natriumhydroxid förekommer också vid framställning av tvålprodukter. Om man får vattenlösning av natriumhydroxid på händerna känns det som tvålvatten eftersom lösningen omvandlar hudens eget fett till tvål. Detta bör dock undvikas eftersom lösningen är mycket skadlig för huden.

## Hantering
Liksom andra frätande syror och baser kan droppar av natriumhydroxidlösningar lätt sönderdela proteiner och lipider i levande vävnader via amidhydrolys och esterhydrolys, vilket följaktligen orsakar kemiska brännskador och kan orsaka permanent blindhet vid kontakt med ögonen.
Således bör skyddsutrustning, som gummihandskar, säkerhetskläder och ögonskydd, alltid användas vid hantering av denna kemikalie eller dess lösningar. För mer ingående hälso- och säkerhetsanvisningar se informationssidan på giftinformationscentralens webbplats.